# Бранко Плеша
Бранко Плеша (Кисељак, 6. март 1926 — Београд, 8. јун 2001) био је српски глумац и редитељ.

## Биографија
Бранимир Вјенцеслав Плеша рођен је 6. марта 1926. године у Кисељаку, од оца Милана, Личанина и мајке Босанке. По националности је био Хрват. Завршио је основну школу и похађао гимназију у Винковцима. Студије глуме завршио је у Земаљској глумачкој школи у Загребу и Академији за позоришну уметност у Београду. Први професионални уговор потписао је са Хрватским народним казалиштем у Загребу (сезона 1945/46.), затим је од 1946. до 1947. ангажован у Хрватском народном казалишту у Сплиту, а 1947. године прелази у Југословенско драмско позориште у Београду, где доживљава пуну афирмацију.
Бавио се и педагошким радом на Академији уметности у Новом Саду.
Поред глуме бавио се позоришном, телевизијском и филмском режијом (филм Лилика). Био је ожењен секретарицом режије, сплићанком Соњом Кармен, са којом је добио сина Горана. Син Горан се такође бавио глумом.
Преминуо је у Београду 8. јуна 2001. године у 76. години живота.

## Филмографија
|                   | 1940 ▼ | 1950 ▼ | 1960 ▼ | 1970 ▼ | 1980 ▼ | 1990 ▼ | Укупно |
| ----------------- | ------ | ------ | ------ | ------ | ------ | ------ | ------ |
| Дугометражни филм | 2      | 8      | 15     | 7      | 3      | 0      | 35     |
| ТВ филм           | 0      | 1      | 11     | 25     | 6      | 2      | 45     |
| ТВ серија         | 0      | 0      | 2      | 3      | 2      | 1      | 8      |
| ТВ мини серија    | 0      | 0      | 0      | 1      | 1      | 0      | 2      |
| ТВ кратки филм    | 0      | 0      | 0      | 1      | 0      | 0      | 1      |
| Укупно            | 2      | 9      | 28     | 37     | 12     | 3      | 91     |
| Год.       | Назив                                   | Улога                                                                                             |
| ---------- | --------------------------------------- | ------------------------------------------------------------------------------------------------- |
| 1940.-те ▲ |                                         |                                                                                                   |
| 1947.      | Славица                                 |                                                                                                   |
| 1949.      | Прича о фабрици                         | Фердо                                                                                             |
| 1950.-те ▲ |                                         |                                                                                                   |
| 1950.      | Црвени цвет                             | Иван                                                                                              |
| 1953.      | Далеко је сунце                         | Павле                                                                                             |
| 1955.      | Лажни цар                               |                                                                                                   |
| 1955.      | Песма са Кумбаре                        | београдски паша                                                                                   |
| 1957.      | На крају пута                           | Фрања Пуцељски                                                                                    |
| 1957.      | Мали човек                              |                                                                                                   |
| 1958.      | Кроз грање небо                         | рањеник на носилима                                                                               |
| 1958.      | Алекса Дундић                           | Алекса Дундић                                                                                     |
| 1959.      | Ветар је стао пред зору                 | Павле                                                                                             |
| 1960.-те ▲ |                                         |                                                                                                   |
| 1960.      | Партизанске приче                       | Јохан Вебер                                                                                       |
| 1960.      | Акција                                  | студент                                                                                           |
| 1961.      |                                         | Дон Стефано                                                                                       |
| 1961.      | Насиље на тргу                          | мајор Колер                                                                                       |
| 1962.      | Тројанског рата неће бити               |                                                                                                   |
| 1964.      | Вртлог                                  | Немачки официр (сегмент Отац)                                                                     |
| 1964.      | Завера                                  |                                                                                                   |
| 1964.      | Марш на Дрину                           | пуковник Здравко Лукић, командант 2. прекобројног пешадијског пука I позива, Комбинована дивизија |
| 1965.      | Проверено, нема мина                    | Раде                                                                                              |
| 1966.      | Лутка са кревета бр. 21                 |                                                                                                   |
| 1967.      | Никад се не зна                         |                                                                                                   |
| 1967.      | Арно и Јане                             |                                                                                                   |
| 1967.      | Бомба у 10 и 10                         | пуковник Хаслер                                                                                   |
| 1968.      | Пре истине                              | Младен Стојановић                                                                                 |
| 1968.      | Брачна постеља                          |                                                                                                   |
| 1968.      | Вук са Проклетија                       | доктор                                                                                            |
| 1968.      | Сезона лова                             |                                                                                                   |
| 1968.      | Без трећег                              | Марко                                                                                             |
| 1969.      | Посмртно звоно                          |                                                                                                   |
| 1969.      | Трансакција                             |                                                                                                   |
| 1969.      | Бог је умро узалуд                      | Наратор (глас)                                                                                    |
| 1969.      | Три серенаде                            |                                                                                                   |
| 1969.      | Крчма на главном друму                  |                                                                                                   |
| 1968-1969. | ТВ Буквар                               | Ика Пејић                                                                                         |
| 1969.      | Необавезно (документарни филм)          |                                                                                                   |
| 1970.-те ▲ |                                         |                                                                                                   |
| 1970.      | Случај Опенхајмер                       | Роберт Опенхајмер                                                                                 |
| 1970.      | Лилика                                  | Васпитач                                                                                          |
| 1970.      | Љубав на брачни начин (ТВ серија)       |                                                                                                   |
| 1970.      | Бабље лето                              |                                                                                                   |
| 1970.      | Папагај                                 | Антон                                                                                             |
| 1971.      | Дом и лепота                            |                                                                                                   |
| 1971.      | Песникова писма                         |                                                                                                   |
| 1971.      | Нирнбершки епилог                       | Ернст Калтенбрунер                                                                                |
| 1971.      | Романса коњокрадице                     | Поручник Вишински                                                                                 |
| 1972.      | Мајстор и Маргарита                     | Професор Воланд (глас)                                                                            |
| 1972.      | Развојни пут Боре Шнајдера              | Бора                                                                                              |
| 1972.      | Сарајевски атентат                      | Судија                                                                                            |
| 1972.      | Кућа поред мора                         |                                                                                                   |
| 1972.      | Паљење Рајхстага                        |                                                                                                   |
| 1972.      | Амфитрион 38                            |                                                                                                   |
| 1972.      | Савонарола и његови пријатељи           | Малатеста                                                                                         |
| 1972.      | Мајстор и Маргарита                     | Професор Воланд, Сатана (глас)                                                                    |
| 1973.      | Штићеник                                | лекар у азилу                                                                                     |
| 1973.      | Бомбардовање Њу Хејвна                  | капетан Старк                                                                                     |
| 1973.      | Пета колона                             |                                                                                                   |
| 1974.      | Петао није запевао                      |                                                                                                   |
| 1974.      | Зашто је пуцао Алија Алијагић           | Иво Политео, адвокат                                                                              |
| 1974.      | Флоријановић                            |                                                                                                   |
| 1974.      | Мери Роуз                               |                                                                                                   |
| 1974.      | Обешењак                                |                                                                                                   |
| 1974.      | Дервиш и смрт                           | кадија                                                                                            |
| 1974.      | Партизани (ТВ серија)                   | генерал Штајгер                                                                                   |
| 1974.      | Партизани                               | генерал Штајгер                                                                                   |
| 1974.      | Димитрије Туцовић (ТВ серија)           | Никола Пашић                                                                                      |
| 1975.      | Проклетиња                              | Ловац                                                                                             |
| 1975.      | Песма                                   |                                                                                                   |
| 1976.      | Од пет до седам                         | Бора Мартиновић                                                                                   |
| 1976.      | Влајкова тајна                          | Доктор                                                                                            |
| 1976.      | Грешно дете                             |                                                                                                   |
| 1977.      | 67. састанак Скупштине Кнежевине Србије | Стојан Новаковић                                                                                  |
| 1978.      | Томо Бакран                             | Министар Лео Дринић                                                                               |
| 1979.      | Партизанска ескадрила                   | фон Норден                                                                                        |
| 1979.      | Прва српска железница                   | Стојан Новаковић, министар просвете                                                               |
| 1980.-те ▲ |                                         |                                                                                                   |
| 1981.      | Аретеј                                  |                                                                                                   |
| 1981.      | Светозар Марковић                       | Јован Ристић                                                                                      |
| 1982.      | Три сестре                              |                                                                                                   |
| 1982.      | Сабињанке                               | Питерс, батлер                                                                                    |
| 1983.      | Дани Авној—а                            | Др. Иван Рибар                                                                                    |
| 1984.      | Чај у пет                               | Јиржи Јермоленко                                                                                  |
| 1985.      |                                         |                                                                                                   |
| 1987.      | Погрешна процена                        |                                                                                                   |
| 1988.      | Нека чудна земља                        | министар иностраних послова                                                                       |
| 1988.      | Вук Караџић                             | Јохан Волфганг фон Гете                                                                           |
| 1989.      | Сабирни центар                          | Доктор Катић                                                                                      |
| 1990.-те ▲ |                                         |                                                                                                   |
| 1990.      | Гала корисница: Атеље 212 кроз векове   |                                                                                                   |
| 1996-1997. | Горе доле                               | Бошко Јакшић                                                                                      |
| 1998.      | Џандрљиви муж                           | Председник комисије                                                                               |

## Награде
- Сребрна арена за најбољу споредну мушку улогу на Фестивалу југословенског играног филма у Пули, добио је 1968. године за филм Пре истине.